# Michelada

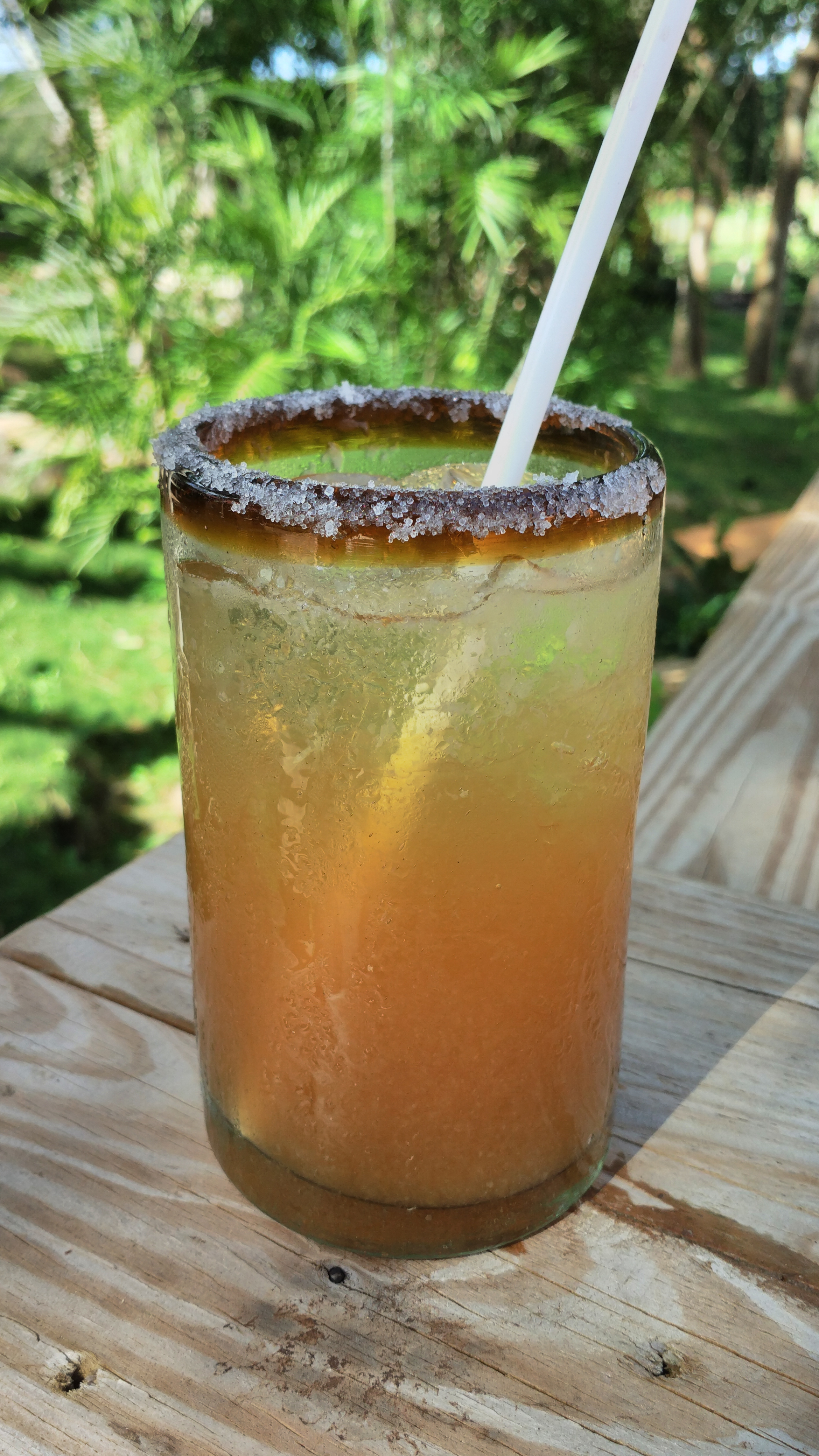
Michelada

Als Michelada bezeichnet man ein aus Mexiko stammendes Biermischgetränk.

## Zubereitung
Die Michelada ist eine Mischung, die zu einer Hälfte aus einem hellen oder dunklen Bier, und zur anderen Hälfte aus einem Mix aus Salz, Limettensaft, Tabasco- oder einer anderen Chilisauce, Soja-, Worcester- oder Clamatojuice (US-amerikanischer Tomatensaft mit Venusmuschel-Saft) besteht.
In Mexiko selbst wird häufiger die einfachere Variante als Chelada bevorzugt: In ein vorgekühltes, gerades, hohes Glas mit kräftigem Salzrand werden zwei Finger hoch reiner, frischgepresster Limettensaft gegeben und anschließend mit eisgekühltem (hellem) Bier aufgefüllt.

## Herkunft
Der Wortursprung ist ungeklärt. Wahrscheinlich kommt das Wort Michelada aus dem Spanischen "mi chela helada" (= mein kaltes Bier). Es kursieren auch Gerüchte um einen mexikanischen General Augusto Michel aus San Luis Potosí zur Zeit der mexikanischen Revolution, der die einheimischen Gewürze Mexikos mit Bier vermischt und dem Getränk so seinen Namen gegeben haben soll. In Mexiko wurde die Michelada vor allem in den 1940er-Jahren beliebt.